# ديابلادا
ديابلادا أو رقصة الشياطين، هي إحدى أنواع الرقصات الأنديزية الأصلية والنموذجية التي تتميز من خلال ارتداء مؤدوها للأقنعة و«لباس الشيطان». هذا النوع من الرقص هو خليط من العروض المسرحية الدينية التي جُلبت من إسبانيا والاحتفالات الدينية الأنديزية مثل اللاما اللاما وهو نوع من الرقص يؤدى تكريما للإله تيو إله شعب أورو (حامي المناجم والبحيرات والأنهار)،  وطقوس عمال المناجم من شعب آيمار المؤداة للإله أنتشانتشو (الروح الشيطانية للكهوف وغيرها من الأماكن المعزولة في بوليفيا).

## التسمية
ظهر الاسم بصيغته الحالية بشكل واضح في منطقة أورورو بين عامي 1789 م و 1944 م، حيث عُرفت المجموعات المقنعة التي شاركت في المسيرات التي ترتدي أزياء الشيطان باسم «ديابلاداس» أو الشياطين. في عام 1904 م، نشأت المجموعة الأولى التي تحمل اسم دايابلادا، مع موسيقاها المميزة وملابسها وتصميم الرقصات الخاصة والحبكة القصصية للرقصة. تُوجت هذه المدة بتأسيس مجموعات جديدة من فرق ديابلاداس في عام 1944 م، مما عزز حضور الرقصة.

## التاريخ
- أورورو، بوليفيا: في سجلها التاريخي المبكر المتمثل بالآثار الذي عثر عليه في عصور ما قبل الاحتلال الإسباني، رقصة «اللاما لاما» التي كانت تؤدى في عبادة إله أورو تيو، حيث كُرست لغة أيمارا لرقص شعب أورو مرتدين أقنعة الشياطين، كما سجلها لودوفيكو بيرتونيو. تنقسم مراحل التطوير الإثنية التاريخية لرقصة ديابلادا إلى ثلاث أزمنة متعاقبة، فوفقًا للوثيقة التي أرسلها مهرجان أورورو إلى منظمة الأمم المتحدة للتربية والعلم والثقافة (اليونسكو)، والتي أُعلنت كواحدة من روائع التراث الشفهي اللامادي للإنسانية: الفترات من 1606 إلى 1789و 1789 إلى 1944 و 1944 إلى 1960.
- بوتوسي، بوليفيا: من الممكن أن تكون الرقصة بداياتها في مدينة أخرى من بوليفيا في العصر الحديث، كما هو الحال في مدينة بوتوسي، والتي كانت مستوطنة لعمال المناجم أثناء الغزو الأسباني، منها حيث امتدت لاحقًا إلى أورورو وأجزاء أخرى من ألتيبلانو.[6]
- جولي، بيرو: يعتقد أنه ممكن تقديم الديابلادا في عام 1576 لسكان لوباكاس الأصليين في جولي، الواقعة بالقرب من بحيرة تيتيكاكا في ألتيبلانو في بونو الحالية، في البيرو؛ ومن هناك يُزعم أنه انتشر إلى أجزاء أخرى من المجال المحتل إسبانيا في الأمريكتين.[7]

### جذور من الأمريكيين الأصليين

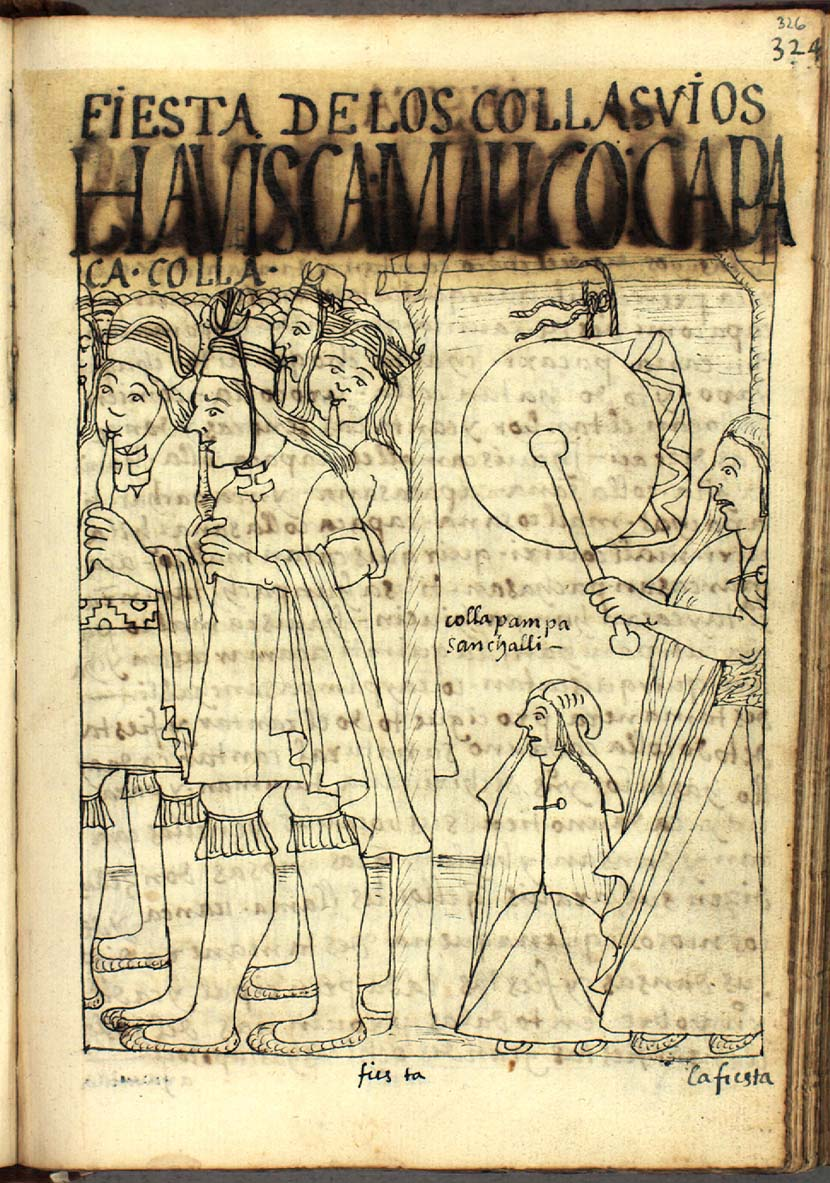
تصوير في كتاب من القرن السابع عشر لحفل في منطقة كولاسويا.

يتعلق الجدل حول الهوية التاريخية لديابلادا بجذورها أيضًا. تشير المنظمات التشيلية والبيروفية إلى أنه نظرًا لأن هذا الرقص مستوحى من حضارات الأنديز السابقة لتشكل الحدود الوطنية الحالية، فإنه يجب أن ينتمي هذا النوع من الرقص بالتساوي إلى الدول الثلاث ودول الأنديز الأخرى مثل الأرجنتين والإكوادور أيضًا. وصفت المنظمات الثقافية والحكومية البوليفية ذلك بأنه «اعتماد غير قانوني للتراث الثقافي» وترى أن إعلان كرنفال أورورو كواحد من روائع التراث الشفهي وغير المادي للإنسانية يمنح بوليفيا ومدينة أورورو الحق في هذا الادعاء. يعبِّر العلماء البوليفيون، مثل أستاذ علم الموسيقى والتراث الثقافي، دييغو إيشيفرز توريز، عن ديابلادا بكونها ليست مجرد تمثيلا للشياطين في فضاء محدد، ولكنها تشكل التراث الثقافي لمدينة أورورو مع جهات فاعلة وبيئة محددة.

#### نظرية الأصل الأيماراني
العلماء الذين يدافعون عن نظرية جولي (بيرو) يرجعون جذور هذه الرقصة إلى تقاليد شعب أيمارا في منطقة لوباكا. استنادًا إلى الروايات المكتوبة لمؤرخة وكاتبة القرن السادس عشر إنكا غارثيلاسو دي لا فيغا، فلقد قدم سكان لوباكا من جولي في عام 1576 l نسختهم من كتاب أوتوس ساكرامانتلس (Autos Sacramentales) الذي تعلموه على يد القساوسة اليسوعيون الإسبان. يقترح أحد مسؤولي المجموعات الثقافية في البيرو، ميغيل روبيو زاباتا، خلال مقابلة أجريت معه في عام 2007 م مع صانع قناع بونيان، إدوين لوزا هواراتشي، ربط دايبلادا بيوننا بأسطورة أناتشانتشو، معبود شعب أيمارا ما قبل الغزو الإسباني. أيضًا، صرّح كل من الباحثين بيتر ماكفارين، سكستو تشوك، وتيريزا جيسبيرت بأن الديابلادا لها جذور لحكايات شعب أيمارا للأسطورة سوبايا.

#### نظرية الأصل أوروي
بعد إعلان كارنفال أورورو كواحد من روائع التراث الشفهي اللامادي للإنسانية في 18 مايو 2001، قامت اليونسكو بتفويض سفيرها السابق في بوليفيا، إيفيس دي لا غوبلاي دي مينورفال، بمهمة إدارة المشروع وتسليم نموذج إلى السلطات البوليفية ليتم تعبئته بالتنسيق مع المؤرخين والفلكلوريين، مثل راميرو كونداركو موراليس وماريو مونتانو أراغون وفرناندو كاجياس وألبرتو غويرا غوتييرريز وخافيير روميرو وغيرهم.
تستند الوثيقة التي وضعتها هذه المجموعة على النظرية القائلة بأن ديابلادا الحديثة لها جذور في الطقوس القديمة التي كانت تقوم بها حضارة أورو قبل 2000 عام. تشير الدراسة إلى إله اسمه تيوا الذي كان حامي المناجم والبحيرات والأنهار عند شعب أورو، مالك الكهوف والملاجئ الصخرية. مارس شعب أورو عبادة هذا الإله مع رقصة الشياطين حيث كان تيوا نفسه الشخصية الرئيسية، في وقت لاحق تمت «أسبنة» هذا الاسم على شكل Tío تيو أي العم، وبكونه منتجا من التوفيق بين الأديان، يمثل تيوا شخصية الشيطان نادما ليصبح مخلصًا لعذراء سوكافون.
خلال أوقات إمبراطورية الأنكا، كان للكيانات الإدارية الأربعة المعروفة باسم سويوس رقصات تمثيلية خاصة بها خلال مهرجان إتو، وهو احتفال تم الاحتفال به مرة واحدة في جميع أنحاء الإمبراطورية بأكملها، ولكن وفقًا للمؤرخ خوسيه مانسيلا فاسكويز، الذي يقوم على مخطوطات من فراي مارتن دي موريا يقول موريا إن هذه الاحتفالات قد تم حظرها خلال فترة حكم نائب الملك في البيرو باستثناء أورورو والتي نظرًا لكونها مدينة منجم مهمة في القرن السادس عشر، تم منحها ببعض الامتيازات، ونظرت السلطات الإسبانية إلى الاتجاه الآخر الذي يسمح بمواصلة هذه الاحتفالات هذه المدينة، تتأقلم فيما بعد مع التقاليد الإسبانية مثل كوربوس كريستي لتصبح مهرجان أورورو على مر القرون.

خريطة الأماكن المقدسة في مدينة أورورو ، بوليفيا والتي تبين موقع النمل والسحالي والضفادع والثعابين ، والحيوانات التي تعتبر مقدسة في أساطير أورو.

يشير المؤلفان القدامى، فراي مارتن دي مورا وفيليب غوامان بوما دي أيالا، في أعمالهم إلى رقصات مختلفة في المنطقة، بما في ذلك رقصة اللاما ، الاسم الذي أطلقه أيماراس للإشارة إلى شعب أورو الذين يرتدون زي الشياطين الراقصين، كما تم تسجيله من قبل لودوفيكو بيرتونيو. وقد أجريت هذه الرقصة خلال الاحتفالات إيتو ممثلو المنطقة المعروفة باسم أوروكولا، وهي منطقة فرعية من منطقة سويو الجنوبية الشرقية في منطقة كولاسويا الموجود في منطقة اابحيرات في نطاق منطقة أورورو بين أحواض البحيرات بوبو وكويباسا، حيث كانت حضارة أورو مدينة أورورو كمركز اجتماعي رئيسي لها، أصبحت مع نازكا واري واحدة من أقدم المدن في العالم الأندي.
يعتبر مؤيدو هذه النظرية أن أساطير أورو تنعكس في رمزية الديابلادا. وتعد الأسطورة وراء أهمية مدينة أورورو بكونها مكانا مقدسا القديم لأوروس يحكي قصة العالم الآخر ألوهية واري، والتي تعني لغة أورو وسيلة الروح. وبعد سماع أن شعب أورو كانوا يعبدون باشا كاماك، ممثلة إنتي، أطلق العنان الانتقام له من خلال إرسال ضربات النمل، والسحالي، والضفادع والثعابين والتي تعد مقدسة في أساطير أورو. لكنهم كانوا محميين من قبل شخصية كندور، الذي هزم المخلوقات وحجرهم (حولهم لحجارة) ليصبحوا تلالا مقدسة في النقاط الأربعة الرئيسية لمدينة أورورو؛ وغالبا ما يتم تمثيل هذه الحيوانات في الأقنعة التقليدية لديابلادا.

### النفوذ الاسباني
واحدة من أكثر الدراسات المرجعية حول ديابلادا هو كتاب جوليا إيلينا فورتين لعام 1961 م، بعنوان ''رقصة الشياطين''، حيث نظرية العلاقة بين هذا الرقص والرقص الكاتالوني المسمى رقص الشياطين، تم ربطه بشكل أكثر تحديدًا مع العناصر المستخدمة في مواقع بينيديس وطراغونة. لا تتفق جوليا إيلينا فورتين، على عكس المؤرخين الآخرين في البيرو، مع فكرة اعتبار ديابلادا منتجًا لإدخال المسرحيات الدينية في جبال الأنديز، لأنه من بين تلك المواضيع التي درستها، لم يكن موضوع الشيطان وإغراءاته متوقعا أو موضوعا للتفكير.

#### نظرية المسرحيات الدينية

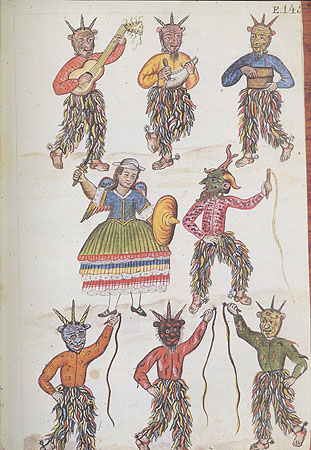
لوحة من القرن الثامن عشر، بيرو.

في عام 2003، اقترحت إحدى الصحف وجوزيه موراليس سروتو منسق الأنشطة الثقافية في جمعية بونو الأصلية، أن رقص الديابلادا نشأ في مدينة جولي البيروفية أثناء تمثيل الأسرار المقدسة في المسرحيات الدينية في عام 1576 م الخاصة بشعب أيمارا في مملكة لوباكا.
يلاحظ المؤرخ مرسيدس سيرنا أنه بمجرد أن تحقق الغزو الأسباني لإمبراطورية الإنكا، حدثت زيادة مفاجئة في كمية السيارات المقدسة التي قدمت في المستعمرات الإسبانية. يسجل خوسيه ميغيل أوفييدو أنه بحلول عام 1560 تم تنظيم مسابقات لتقديم عروض مسرحية دينية.
يتم استخدام هذه المعلومات من قبل مؤلفين آخرين، مثل الباحث البيروفي نيكوميديس سانتا كروز وعالم الأنثروبولوجيا البولندي فريدي أرانسبيا أندرادي، للإشارة إلى أن التأثير الإسباني قد انتشر إلى أورورو من منطقة بوتوسي جنوب بوليفيا. يعتبر أندرادي أن ديابلادا يستعيد خطوات التمرد والقتال من طقوس تينكو ممزوجة بالرؤية التوراتية التي قدمها الغزاة الإسبان في منطقة التعدين في أولاجاس بدءًا من عام 1538 م.
جزء آخر من المعلومات تقول أنه في عام 1780 ارتدى جيش توماس كاتاري «ملابس شيطانية» لمهاجمة مدن ماتشا وبوكواتا وكولوتشاكا وأولاجاس وسان بيدرو دي بوينا فيستا، مما يعطي قوة أكبر للتوفيق ويمثل مظهر تينكو الشيطان. بعد العصر الفضي في بوليفيا، ذهب عمال المناجم إلى أونيسا للعمل في شركة القصدير سيمون إيتوري باتينيو، وخلال الحرب الفيدرالية البوليفية، هاجر عمال المناجم إلى أورور حيث سمح لهم بالرقص في عام 1904 لصالح عذراء ساكوفون.

#### نظرية رقصةالشياطين من برشلونة

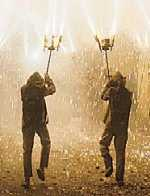
رقصة الشياطين في كاتالونيا، إسبانيا.

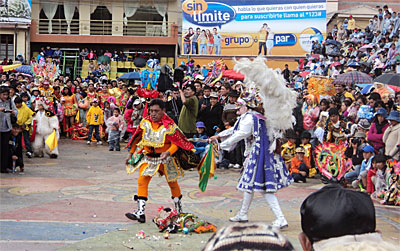
" صراع ديابلادا " الذي كتب وقدم في أورورو في عام 1818 من قبل كاهن الرعية لاديسلو مونتيليجري ، الذي يُعرض في مهرجان أورورو.

تعود أصول رقصة الشياطين (Ball de diables) إلى حشود من القرن الثاني عشر تمثل الصراع بين الخير والشر حيث حارب شخصية رئيس الملائكة القديس ميخائيل وملائكته قوى الشر التي يمثلها لوسيفر وشياطينه. تم تنفيذ هذا العمل في مأدبة زفاف في مقاطعة برشلونة لرامون بيرينجر الرابع مع الأميرة بترونيلا، ابنة ملك أراغون وكاتالونيا في عام 1150.
في دراسة قدمها في عام 2005 الباحث الكاتالوني جوردي ريوس آي ميركاد، العضو في (بول دي سانت ميكيل دي ديابل دي لا رييرا) مجلس رقصة الشياطين في إسبانيا ورئيس تحرير المجلة المتخصصة إل دراجاباليس خلال الندوة للاكتشاف الكاتالوني لأمريكا، ينص على أن الرقصات التقليدية والمسرحيات القصيرة التي أقيمت خلال الاحتفال بكوربوس كريستي في إسبانيا قد تبنتها الكنيسة المسيحية لتعليم عقائدهم للأمريكيين الأصليين؛ تمت إعادة تكييف احتفالاتهم إلى التقويم الجديد وأعيد تعريف آلهتهم للحصول على أشكال الشيطان تمثل القتال الشرير ضد القوة الإلهية. وفقًا لـ ريوس ميركادا، فإن رقصة الشياطين (Ball di diables) كانت الأنسب لهذا الغرض. في هذه الدراسة، حدد ثلاثة رقصات لأمريكا اللاتينية تحتوي على عناصر مشابهة لتلك الكاتالونية.
تمثل ديابلادا أورورو حكاية الصراع بين رئيس الملائكة القديس ميخائيل ولوسيفير، صقيل الشيطان الصيني سوباي والشياطين المرافقين لهما. وقد اقترح أن هذه كانت قصة قدمها كاهن الرعية من مدينة أورورو في عام 1818م مستوحاة من كرة القدم الكاتالونية.
خلال العصور الاستعمارية في المنطقة، من القرن الخامس عشر حتى النصف الأول من القرن التاسع عشر، كانت معتقدات الأنديز القديمة ممزوجة بالتقاليد المسيحية الجديدة. اعتمدت التقاليد الأيقونية الجديدة واعتمدت الاحتفالات معنىً جديداً خلال حروب الاستقلال في أمريكا اللاتينية.

#### من عبادة الشمس إلى العذراء من الشموع

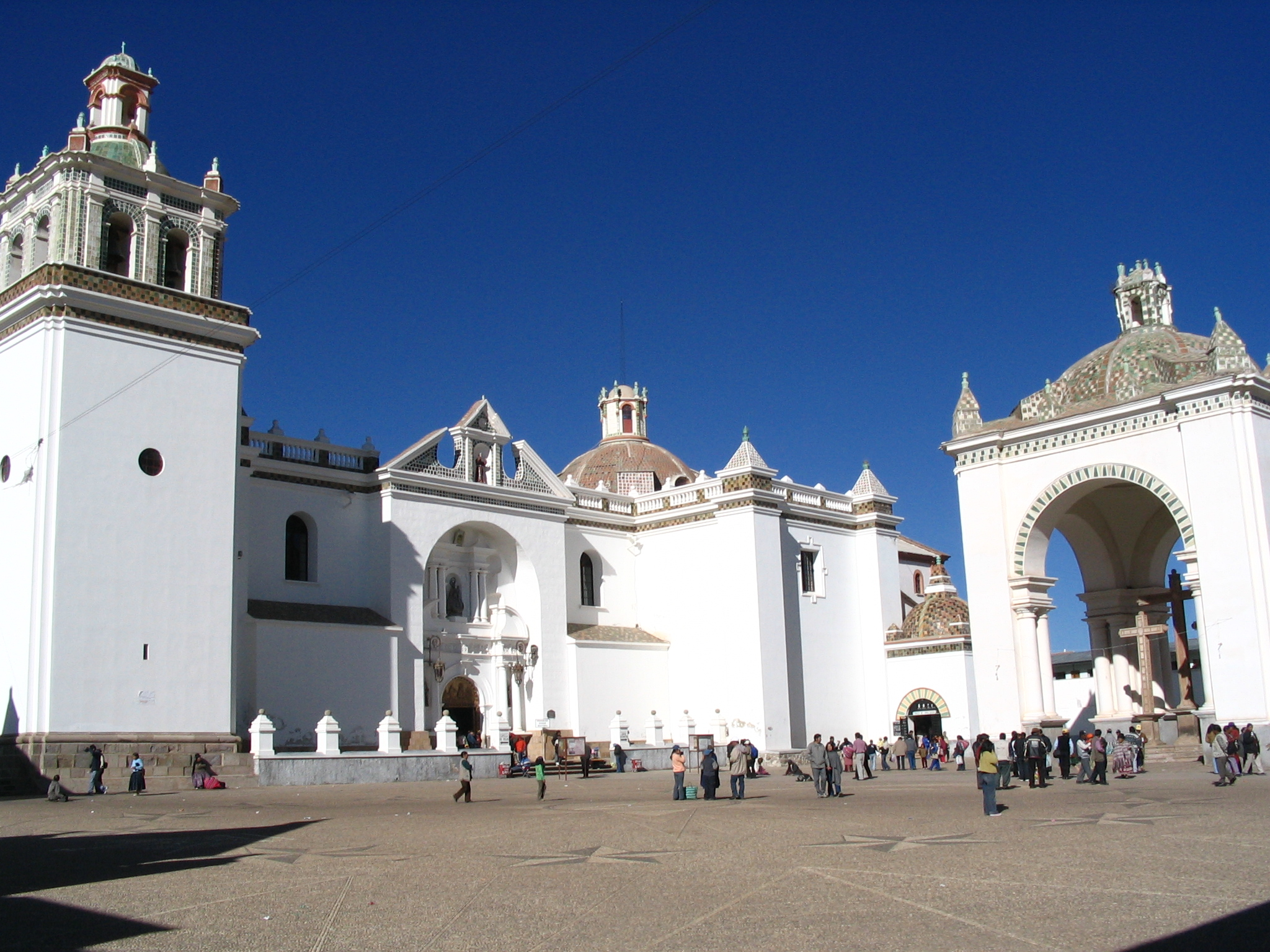
كنيسة كوباكابانا ، بوليفيا حيث تم اختيار العذراء من الشموع كراع للمدينة وانتشرت عبادة لها في جميع أنحاء المنطقة.

مع ظهور دين دولة الإنكا سكان جزيرة الشمس ((بالإسبانية: Isla del Sol)‏ تم استبدالهم بوزراء في عبادة الشمس (Inti) ومدينة كوباكابانا الواقعة في الجانب البوليفي من بحيرة تيتيكاكا قد أعيد تعدادها من قبل اثنين وأربعين دولة مختلفة من mitimaes وأصبحت واحدة من أهم المعالم للحج المستمر إلى الحرم؛ مع الهجرة، تم إنشاء فئتين اجتماعيتين في هذا المجال، وأصبح الوافدين الجدد Anansaya (العلوي) والسكان الأصليين Urinsaya (أقل).
كان اختيار عذراء الشموع كراع لـكوباكابانا علامة على هياكل السلطة التي أنشأتها الأنكا في المنطقة. في عام 1582، هدد الصقيع بتدمير المحاصيل، وقرر السكان بناء مذبح لشخصية مسيحية، ولكن كان هناك خلاف لأن أنانسياس أصروا على استخدام العذراء من الشموع منذ أن نحتت فرانسيسكو تيتو يوبانكي صورتها بالفعل بينما أرادت Urinsayas أن تستخدم صورة القديس بارثولوميو بدلاً من ذلك. ولكن تم فرض رغبات Anansayas في عهد العذراء من Copacabana وأساس الإخاء.

#### الاستقلال والانتقال إلى الكرنفال

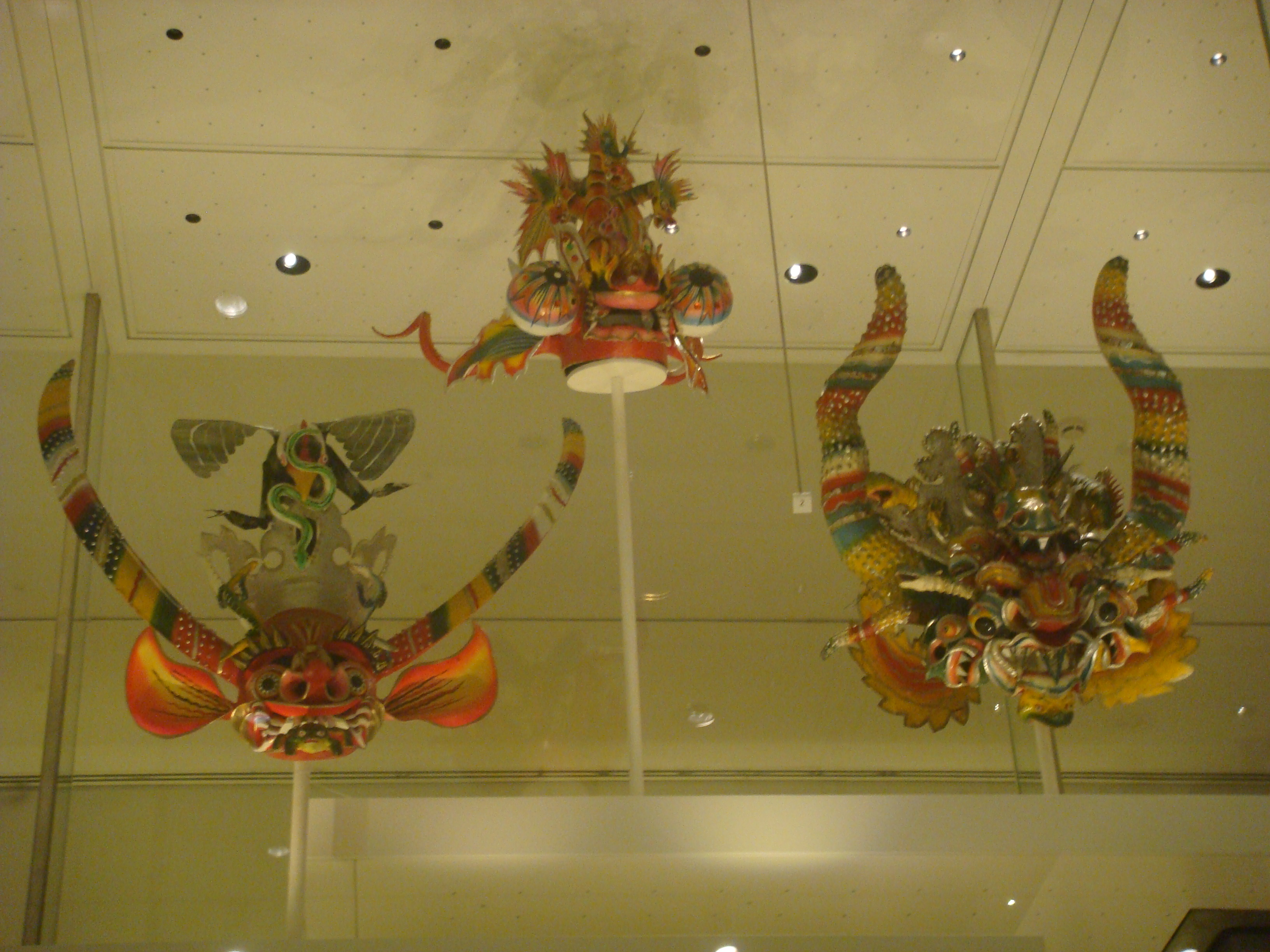
نماذج مختلفة من أقنعة ديابلادا في معرض في المتحف البريطاني.

عبادة العذراء من الشموع، ثم انتشرت في جميع أنحاء جبال الانديز الوصول، Oruro وإلى الغرب إلى بونو . في أورورو، يوجد ملجأ تكريما لعذراء سوكافون (أو ملجأ العذراء لسفن المناجم) الذي كان في الأصل عذراء الشموع تم تكريمه تقليديا في 2 فبراير، كما هو الحال في بونو، ولكن في وقت لاحق تم نقل التاريخ إلى كرنفال؛ هذا الانتقال هو نتاج حرب الاستقلال البوليفية.
هناك أسطورة تقول إنه في يوم السبت من كرنفال في عام 1789 أصيب قطاع طرق يعرف باسم نينا نينا أو تشيرو تشيرو بجروح قاتلة في معركة في الشوارع وقبل موته واجهته العذراء العذراء. تذكر بعض الإصدارات أنه اعتاد أن يعبد صورة بالحجم الطبيعي للعذراء رسمت في جدار منزل مهجور، ويقول البعض إن اللوحة ظهرت بأعجوبة على جدار منزل العصابة بعد وفاته. واختتم الأسطورة مع حكاية فرقة من الشياطين الرقص على شرف العذراء في كرنفال العام المقبل. تم الانتهاء من الحرم الحالي في أورورو في عام 1891.
ومع ذلك، وفقًا لدرجة الدكتوراه في الدراسات الدينية والمدير التنفيذي لمجلس العلوم الإنسانية في ويسكونسن في جامعة ويسكونسن ماديسون، ماكس هاريس، فإن هذه الأسطورة مرتبطة بواقع تاريخي. خلال تمرد توباك أمارو الثاني، الذي بدأ في كوسكو وانتشر على طول مرتفعات الأنديز، شهدت أورورو ثورة قصيرة ولكنها دموية أيضًا. مدفوعًا بالخوف من أن تكون مستهدفًا للثورة الأصلية، هاجمت الأغلبية الكريولية في ليلة السبت 10 فبراير 1781، الطبقة الأقلية الحاكمة للإسبان المولودين في شبه الجزيرة ((بالإسبانية: chapetones)‏). مع وصول جيش السكان الأصليين جعل الكريول تحالفًا.
في 15 فبراير، وصل رسول إلى أورورو بأوامر من توباك أمارو الثاني. أصدر تعليماته لجيشه باحترام الكنائس ورجال الدين، وعدم إلحاق الأذى بالكريول ، ولمقاضاة شيبيتونيس . وأكد النصر عن طريق الدخول في لاباز «عن طريق مهرجان بور كارنيستولينداس (por Carnestolendas)»، بدأ الاحتلال الأصلي لأورورو في التراجع تاركًا عدة آلاف من القتلى. لكن خلال شهري مارس وأبريل قاموا بشن مزيد من الهجمات على المدينة هذه المرة ضد الكريول والإسبان الباقين الذين وحدوا القوات لصدهم.
يلاحظ هاريس أن كرنفال العام 1781، وقع في 24 فبراير، ووضع احتلال أورورو في منتصف الطريق بالضبط بين عيد التطهير والمهرجان، مما يجعل الوضع في أورورو بكلمات هاريس «مهرجانا». المواكب الدينية في مواجهة مع المسيرات العلمانية. الأوروبيون والكريول متنكرين في زي سكان أصليين، مثل حالات أسباني يلجأون إلى ارتداء الملابس في محاولة فاشلة لإنقاذ حياته وآلاف الرجال المسلحين في شوارع المدينة الاستعمارية. وبحلول 19 فبراير، استمر احتفال الناس في المدينة بصرف النظر عن النزاع، وفي جميع أنحاء كرنفال، كانت أسواق المدينة مليئة باللصوص الذين يبيعون الذهب والفضة المنهوبين إلى أصحابها مثل المستيزو. بحلول عام 1784 كان من المعتاد الرقص واللعب وتشكيل مجموعات المهزلة للمهرجان في أورورو.
يعتبر هاريس أنه في ظل هذه الخلفية هو أن أسطورة عذراء المناجم في عام 1789 ظهرت لصالح التمرد لأن السكان الأطليين كانوا يعبدون عذراء الشموع في حين أن «التشابوتونس» أو الاسبان المولودون في تلك المناطق استخدموا عبادة العذراء الوردية. وفقًا لمعتقدات الثوار، تسامحت عذراء سوكافون مع الآلهة أو الشياطين الأصليين، ووفقًا لهاريس، إذا كانت الأسطورة صحيحة، بحلول عام 1790، كان عمال مناجم أورور قد نقلوا ذلك إلى مهرجان وأضافوا آلهة أصلية، ملثمين كآلهة مسيحية، إلى الاحتفالات.
في عام 1818، كتب كاهن أبرشية أورورو، لاديسلاو مونتيليجري، مسرحية سردية للخطايا السبع المميتة ، حيث قال هاريس وفورتن، عناصر مقترضة من الكرة الكاتالونية دي ديليس مثل الشيطان الأنثوي، ديابليسا في الرقص الكاتالوني، ومبادرة الصين في ديابلادا وحيث يقود الشيطان الخطايا السبع المميتة إلى معركة ضد فضائل المعارضة وملاك. يقترح هاريس أن مونتيليجري ربما أراد أن يمثل خطر التمرد والسياق التاريخي بهذه المسرحية.
بعد جيل، في عام 1825 بعد أن حصلت بوليفيا على استقلالها، اتخذت الديابلادا والمهرجان معنى جديدا لسكان أورورو. تم تسمية اثنين من فرق الرقص باسم ديابلادا والشارع من حيث يبدأ العرض باسم سيباستيان باجادور، أحد أبطال الكريول في الانتفاضة. وسميت الساحة الرئيسية التي تقع في طريق المهرجان إلى معبد عذراء المانشافت باسم ساحة 10 فبراير تذكيرا بتاريخ الانتفاضة.

## التصميم
في شكله الأصلي ، تم تقديم الرقص لمرافقة فرقة من Sikuris ، والتي كانت مجموعة من الموسيقيين يعزفون على Siku . في الوقت الحاضر ، يرافق فرقة ديابلادا في ألتيبلانو فرقة وأوركسترا. جلب تجانس البدلات ابتكار تصميم الرقصات ، مع تصميم الخطوات والحركات وتصميمات الأشكال التي ليست جاهزة فقط لعرضها في المناطق المفتوحة مثل الطرق والشوارع والساحات العامة ؛ ولكن أيضا في أماكن مثل المسارح والساحات. في بداية كرا هي لوسيفر والشيطان مع العديد الشيطانات. ويليهم الخطايا السبع المميتة مثل الكبرياء والجشع والشهوة والغضب والشراهة والحسد والكسل. بعد ذلك، خرجت مجموعة من الشياطين. يقودهم جميعهم القديس ميخائيل، مع بلوزة، تنورة قصيرة، سيف، ودرع.
أثناء الرقص ، تتنقل الملائكة والشياطين باستمرار أثناء تكوين شخصيات معقدة إلى حد ما مثل الصلبان والدوائر. هذه المواجهة بين الجانبين تنحسر عندما يظهر القديس ميخائيل ويحارب الشيطان. يرتدي كل من الشخصيات في الأزياء الثقيلة التي مزخرفة للغاية والمطرقة بدقة. يمثل ثقل الزي تحديًا أكثر منه عقبة أمام مجموعات الرقص المختلفة. غالبا ما يحاول الراقصون تصميم الرقصات الفريدة والمعقدة. والنتيجة هي رقصة ملونة ، وخلق عرض يحظى بتقدير كبير من قبل الجمهور.
يحتوي تصميم الرقصات على ثلاثة أشكال، كل منها يتوافق مع سبع خطوات.

### االشكل الأول

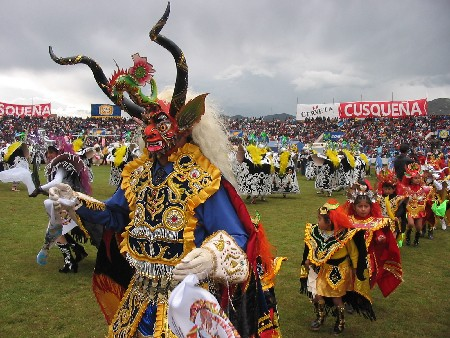
الراقصات ديابلادا في بونو ، بيرو.

1. تحيات: يبدأ الرقص مع التشكيلات والتحية للعذراء. يتم عرض الأحرف في عمودين مع شخصيات الشر (الشيطان، إبليس وتشانيا سوبايا) إلى جانب واحد، ورئيس الملائكة القديس مايكل إلى جانب آخر وكندور في الوسط. في تشكيل أنها تحية بقية الشياطين لكلا الجانبين.
2. التحركات: تبدأ الشياطين في التحية في مجموعات من أربعة القفز كذاب على قدم واحدة أو أخرى.
3. معابر خطوة الشيطان: معابر شكل S في الأزواج والأفراد.
4. الضفيرة: يبدأ أحد الأعمدة بدوامة تتقدم إلى المركز ثم الآخر. يقف الشيطان ولوسيفر في أكتاف العديد من الشياطين لإخبار حكايتهم.
5. النجم: يمثل تمرد بقية الشياطين ضد الملاك. يمثل الشكل هو الخماسي المقلوب كما سيجيل البافوموتي أو توقيع الشيطان . ما إن تُخضع الشياطين يدخل الملاك في مسيرة.
6. نجمة إبعاده مؤقتا عن الساحة عندما يقول الملاك «أوه الأرواح الشريرة، والخروج من هذه الأماكن» يذوب النجم، ملاك يلفظ كلمة والشياطين التي تمثل الخطايا السبع المميتة الاعتراف نحو الملاك الذي يقول «ضد الغطرسة» ويصرخ الشيطان «التواضع!» مع الأسف ، ومع تراجع الرأس إلى صفه ، بمجرد هزيمة الخطايا ، تصبح الشياطين تحت إمرة الملاك ويتم تفسير رقصة النصر أو الفرح.
7. فرق: تشكيلات مع قفزة خطوة في صفوف من أربعة ، ثلاثة ، اثنين ، وواحد أمام الملاك.

### الإصدار الثاني

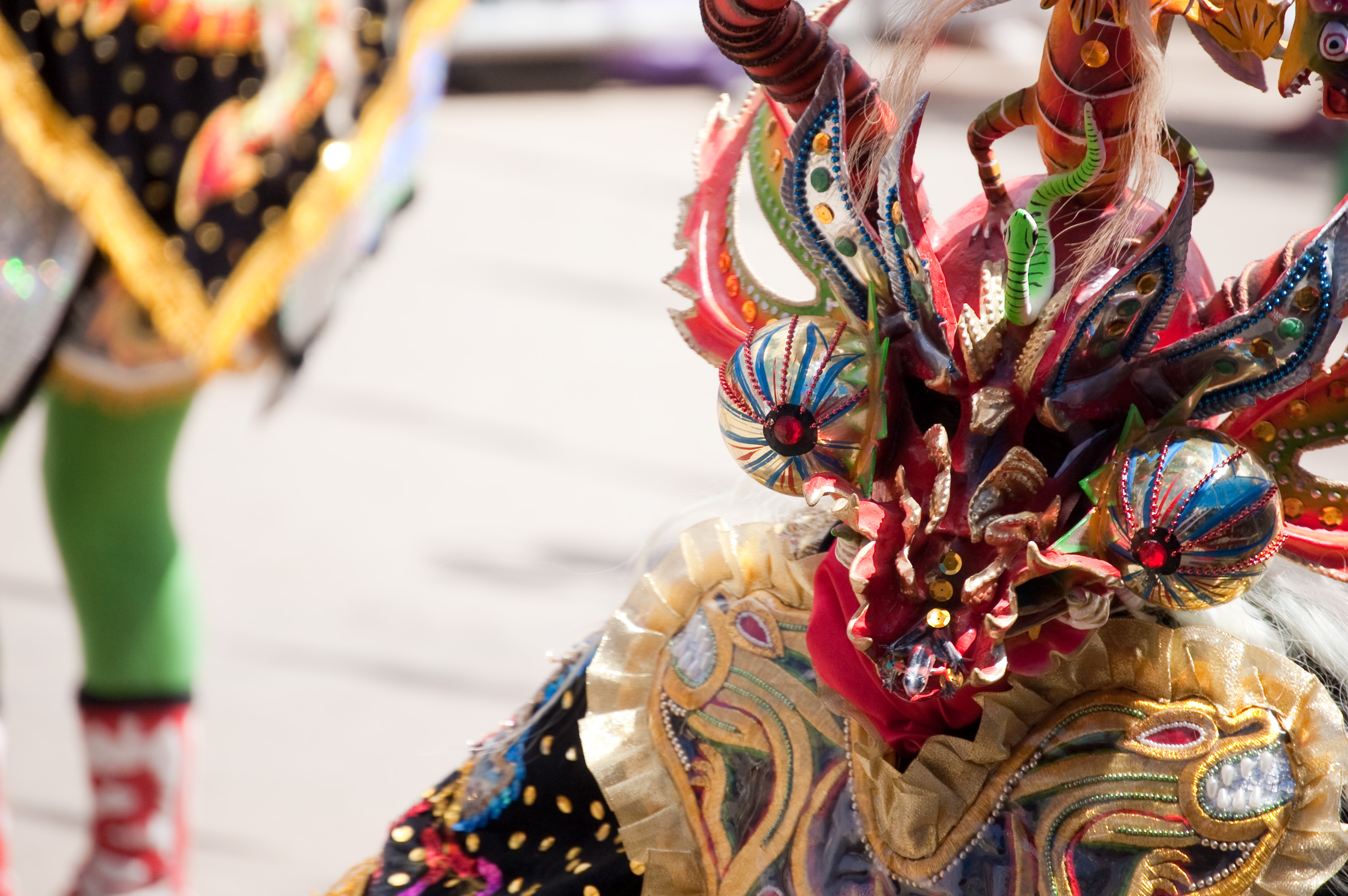
راقصة ديابلادا ترتدي قناع الشيطان

1. التحركات: يوجد في كل عمود قائدان اسمه أدلة أو أدلة خلفية. يوجه رئيس الملائكة القديس ميخائيل ميخائيل الحركات صافرة ، في إشارة إلى أن الشياطين تأتي من الخارج إلى مكان الملاك في حين أن مفاتيح تشاينا سوباي والشيطان ولوسيفر معه. للإشارة الثانية ، فإن الشياطين تفعل نفس الخطوة ولكن القفز. في الوسط هناك شخصية مكملة مثل الدب أو كوندور.
2. الضفيرة: يتم تشكيل اللولب ويضع المرشدون أو المرشحون الخلفيون الشيطان في أكتافهم الذين يلفظون خطابه. ثم تلعب الفرقة مسيرة بطيئة ويدخل الملاك بخطوة عسكرية وبصليب ومرآة تبهر الشياطين ويعودون إلى أماكنهم الأصلية.
3. الشارع: هناك تمثيل للصراع بين لوسيفر والملاك الذي يفوز ، ثم يأتي الشيطان للدفاع عن صديقه وهزم أيضًا. أخيرًا ، تأتي شبيبة الصين الشيطانية التي تمثل الخطيئة والجسد وتهزم أيضًا. ثم يعود الملاك إلى موقعه الأصلي.
4. فرق: الصين سوباي والملاك على جانب واحد ولوسيفير والشيطان إلى الرقص الآخر جعل مفاتيح والشياطين تحية لهم في مجموعات من أربعة واثنين.
5. النجم: يتشكل الشكل وبإشارة صافرة الركوع الشياطين ، تعزف الفرقة مسيرة بطيئة ويدخل الملاك إلى الوسط ويحل النجم ويدعو الذنوب السبع المميتة التي هزمت للعودة إلى أماكنها. ثم تبديل الأدلة الأماكن.
6. السلسلة: يقوم الراقصون بسلسلة مزدوجة ويرقصون بأذرعهم أولاً بالذراع اليمنى ثم باليسار ويعودون إلى أماكنهم.
7. النهاية: تذهب الشياطين إلى المركز في مجموعات مكونة من أربعة وثلاثة واثنين وواحد ينهون العرض.

### الإصدار الثالث

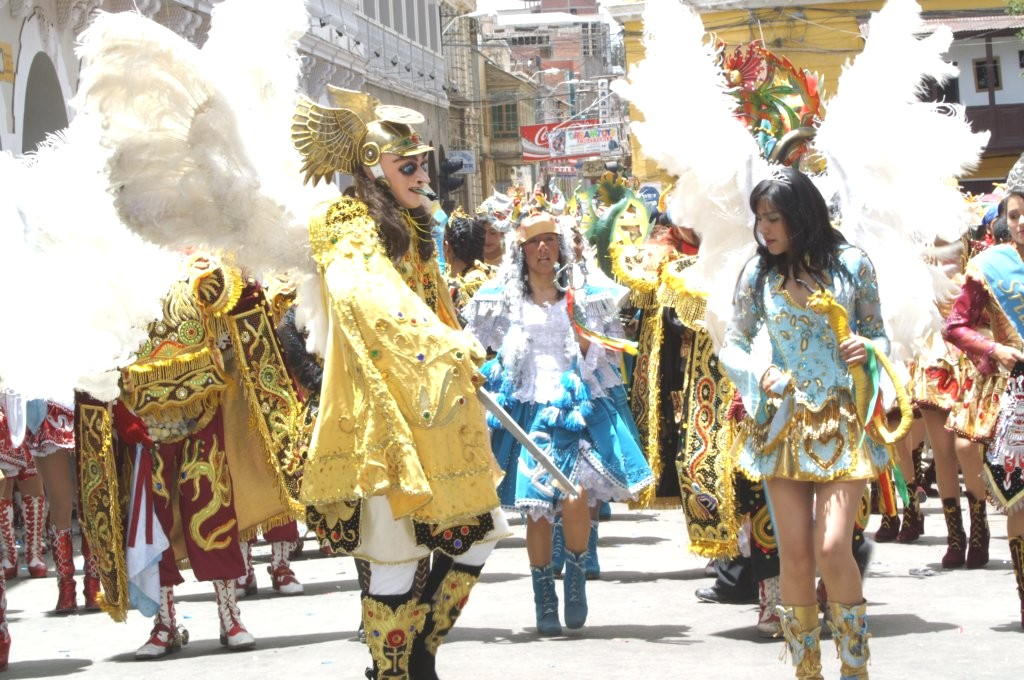
الديابلادا المعاصرة في مهرجان أورورو في أورورو ، بوليفيا.

النسخة الثالثة هي النسخة التي يؤديها فريق أورورو الرئيس للديابلادا التقليدي .
مقدمة مسيرة الشيطان: تبدأ الشياطين في العمود الأيسر في الحركة بينما تتبعهم الشياطين الموجودة في اليمين. يدعى لوسيفر والشيطان باسم «الملوك»، ويوضعان خلفهما يليهما الملاك وسوباي تشاينا والفرقة على الجانب الأيمن خلف العمود الثاني من الشياطين. يحطم الملوك التكوين الذي تتبعه الشياطين ، والكوندور والدب الذي يبقيان في الوسط. ثم يتقدم الملاك و China Supay لتمرير الوسطين إلى جانبه.
1. التحية: الملوك في الزوايا الأمامية ، والملاك والصين سوباي في الزوايا الخلفية ، والدب في الوسط. كل أداء حركة المعايدة.
2. حليقة: الشياطين تذهب إلى الخلف ثم العمود الأيسر يتقدم ولوسيفير الذي في الجبهة يقابلهم في الوسط بينما تغلق الدائرة من حوله ، يتم التقاطه لحواره مع الشيطان أو أن يهتف.
3. نجم: الشياطين تشكل النجم ثم الركوع والوقوف مرة أخرى.
4. أربعة: يتقدم الفريق في مجموعات مكونة من أربعة أفراد ، ثم يكسر التشكيل المتقاعد إلى كل عمود.
5. بثلاثة: نفس الحركة ولكن هذه المرة في مجموعات من ثلاثة.
6. بواسطة اثنين: نفس الحركة كما السابقتين في الأزواج.
7. بواحدة: الشياطين تذهب إلى الخلف من جانب تليها الملوك ، والملاك ، وتشاينا سوباي ثم تقدم في منعرج متعرج رسم ثعبان ، ثم ترك السيناريو بقيادة الملوك.

## موسيقى

1862 جزء من لحن ديابلادا يدعى دجامي من قبل الملحن فوريلان زافيلانو من مقاطعة بوبو في أورورو ببوليفيا.

تتألف الموسيقى المرتبطة بالرقص من جزأين: الأول يعرف باسم مارس والثاني باسم الشيطان ميكابانيا ، بعض الفرق تعزف لحنًا واحدًا فقط أو تبدأ ميكابانيا في الحركة الرابعة «بأربعة». منذ النصف الثاني من القرن العشرين ، تم حذف «الحوار» ليزيد التركيز فقط على الرقص.

## الاختلافات الإقليمية

### بونو
ألهمت الديابلادا البونووية شعب لوباكا عندما قاموا بتقديم نسختهم من كتاب أوترا ساكرامنتليس الذي قام الكهنة اليسوعيون الإسبان بتدريسه عام 1576 م في مدينة جولي في بيرو الحالية. ومع ذلك، فإن الرقص يحمل جذور الأمريكيين الأصليين من عبادة أنتشانتشو، إله شعب أيمارا قبل الاحتلال الإسباني،  وسرد أسطورة سوبايا. نشأ ارتباط الرقص بعبادة السيدة العذراء عن أسطورة شعبية تخبر أنه في عام 1675 م، في منجم لايكاكوتا (الواقع بالقرب من بونو)، قام أسباني باسم خوسيه سالسيدو بتغيير قراره بتدمير منازل عمال المناجم لأنه رأى حريقًا يخرج من المنجم بسبب أن مريم العذراء كانت تقاتل الشيطان داخل المنجم.
وفقًا للمؤرخ إنريكي كوينتاس أورماتشيه ، كان ديابلادا بونيا حتى عام 1965 م مختلفًا تمامًا عن ديابلادا أورورو عندما بدأت مجموعة لوس فابوريوس (التي شكلها عمال من شركة بيروفية التي عملت في بحيرة تيتيكاكا) في الرقص في مهرجان كانديلاريا للأزياء وفرق من بوليفيا. على الرغم من ذلك، وبسبب قيود الميزانية، لم تتمكن مجموعات من مدينة بونو من شراء الفرق البوليفية وبدأت في استخدام مجموعاتها التقليدية مثل أوركسترا سيكوريس ديل باريو مانيزو (التي أدمجت هذه الرقصة في عام 1922). في الوقت الحاضر، لا يزال الرقص يحافظ على اختلافاته عن ديابلادا أورورو ويدمج شخصيات جديدة مثل سوبرمان والهنود الحمر والمكسيكيين، وغيرهم من الشخصيات المأخوذة من الأفلام.
منذ بدايتها، مر الأداء بمجموعة متنوعة من التغييرات. في الأصل كانت الأقنعة مصنوعة من الجبس والشعر من البايز (قطعة قماش من الصوف الخشن). العمل الإضافي، تأثرت نماذج القناع بالأقنعة التبتية بالإضافة إلى عناصر من ثقافات أمريكا الأصلية مثل سيتشين وشافين ونازكا ووموتشيكا. صنعت هذه الأقنعة بشكل تقليدي من قبل كل راقص على حدى أو كانت تُشترى من صانع قناع بوليفي يدعى أنطونيو فيزاكارا، ولكن في عام 1956 م أنشأ الأخوان ألبرتو ورامون فيلاسكويز ورشة عمل في بونو حيث تُصنع الأقنعة وبيعها للحدث. أيضًا، كانت ديابلادا في البداية بسيطة ومخصصة للتواريخ الدينية الهامة في الكنيسة الكاثوليكية. ومع تطور الرقصة، بدأ الراقصون الذين يمثلون الشيطان لمرافقة مجموعة من السيكوري التي تتشكل من الموسيقيين أن تلعب سيكو (البان فلوت الأنديزي التقليدي). من بين أول السيكوريون الذين ظهروا في هذه المرحلة كان كل من باري مانزوو (1892) وجوفنتود أوبريرا (1909). ومع ذلك، يشير عالم الأنثروبولوجيا خوسيه ماريا أرغويديس إلى أنه في النهاية تم تقليص دور سيكوريين إلى الحد الذي بدأوا فيه بمرافقة الراقصين الشياطين تحت الاسم الجديد سيكو مورينو . يُلعب السيكومورينزس مع الطبول وغيرها؛ وهم يرقصون الواينو بينما يرافقهم شخصيات مثل الكابورال والشياطين الصغيرة والرجل العجوز والزنجي ذو الشفاه الكبيرة وغيرها. هذه الشخصيات، إلى جانب الأداء المركزي لراقصات الشيطان ورئيس الملائكة القديس ميخائيل، تجعل الديابلادا البونوية واحدة من الرقصات في مهرجان لا كندريا.

### أورورو

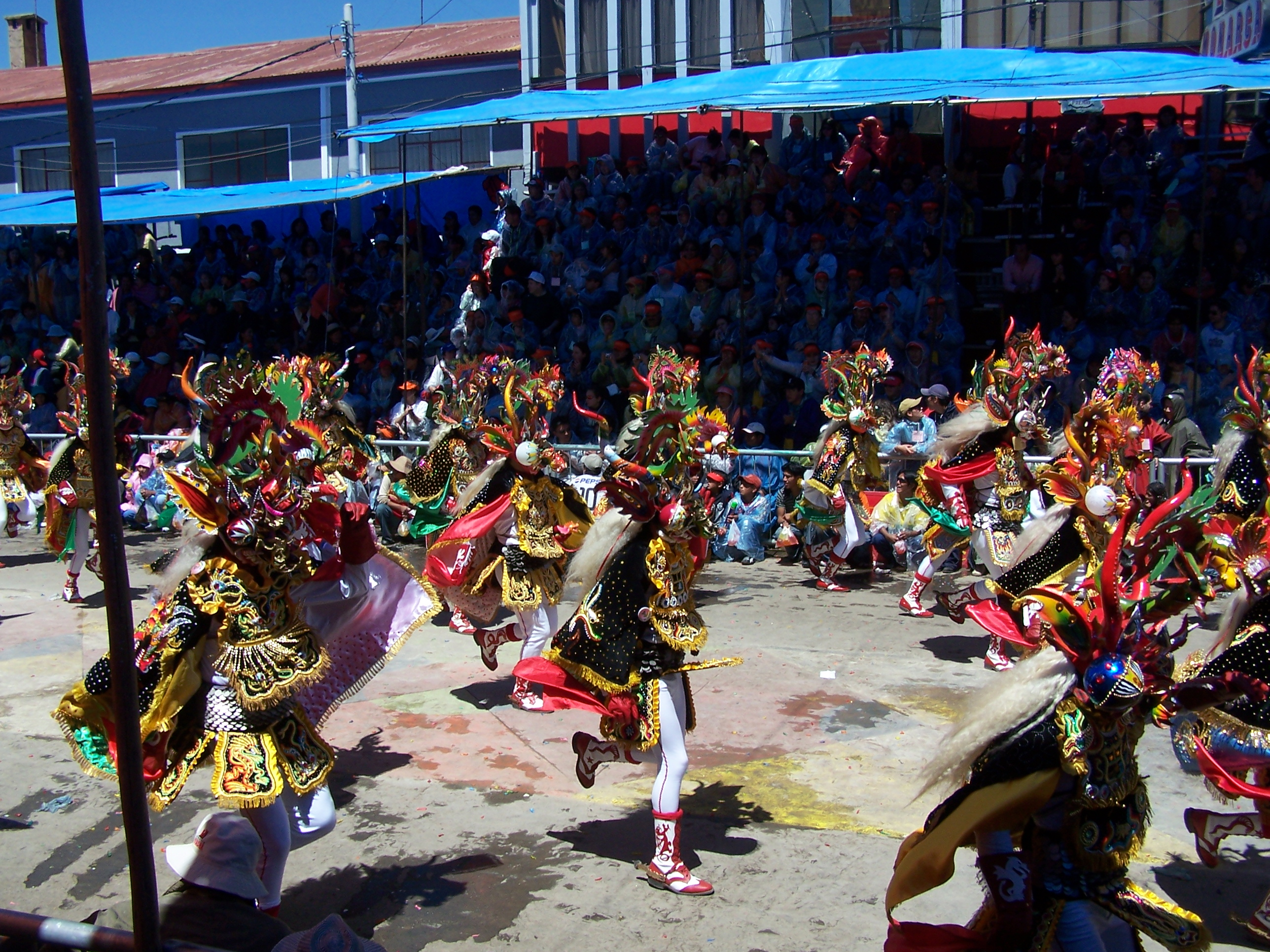
فرقة رقص ديابلادا تمر عبر الشوارع خلال مهرجان أورورو في بوليفيا.

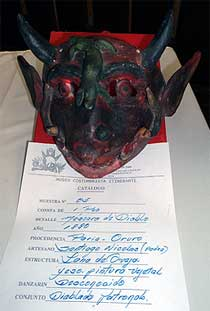
أحد أقنعة فرقة ديابلادا من باريا في أورورو، عام 1880 م.

تعود ديابلادا مدينة أورورو إلى زمن ما قبل كولومبوس حيث مارسها شعب أورو الذي اعتاد ممارسة هذا الرقص تكريما للإله واري (المعروف أيضا باسم هواريكاتو أو هواري). مع وصول الغزاة الإسبان والإنجيليين، جسدت هذه الألوهية تدريجيا الشيطان. تستجيب الأيقونات المصورة في البدلات الحالية، مثل الأفعى والضفادع والنمل، إلى أساطير أورو مع الاعتقاد بأنه إذا لم يحمِها واري فسوف يتم تدميرها بواسطة تلك المخلوقات. واري بعد تحجير (حولها لحجارة) المخلوقات المذكورة اختفى في أعماق الجبال.
علق عالم الأنثروبولوجيا البوليفي ، ميلتون إيزاجويري ، استنادًا إلى تأريخ بارتولومي دي ألفاريز الذي يرجع تاريخه إلى القرن السادس عشر، أنه في منطقة الأنديز في بوليفيا، مارست طائفة عبادةً تكريما للقتلى، تسمى كوباي . وعلى مر القرون اشتُق الكوباي في ليصبح سوباي، شخصية الشيطان في ديابلادا الحديثة. في أوقات ما قبل كولومبوس بدأ موسم الموتى في نوفمبر مع موسم المحاصيل، بذل الغزاة جهودًا لمزامنة تقويم الأنديز مع احتفالاتهم، مثل المهرجان المذكور.
كانت ديابلادا كما هي اليوم في الأصل رقصة مرافقة للمسرحيات. في بوليفيا هناك نسختان من هذه المسرحية يحتفظ به جوليا إيلينا فورتين. ينتمي أقدم هذه القطع إلى القرن السادس عشر عندما أقيمت هذه المسرحية في حفلات مدينة بوتوسي تكريماً لعذراء غوادالوبي وقصة لوسيفر والذي يركب حصانًا حيث يسلم خطابًا لقرأ على الجمهور أن بروسربينا، إلهة الجحيم ، هي الأكثر جمالا. يواجه رجل نبيل يمثل الكنيسة الشيطان الذي يدافع عن مريم العذراء بأنها الأجمل. في المسرحية التي أعقبت هذا الحوار، بدأت البطولة بألعاب نارية وطلقات مدفعية تتبعها فرقة من سلاح الفرسان الخفيف من الشياطين يرتدون ملابس سوداء ومشاعل يقودون عربة مع الأفاعي التي تحمل بروسيربينا .

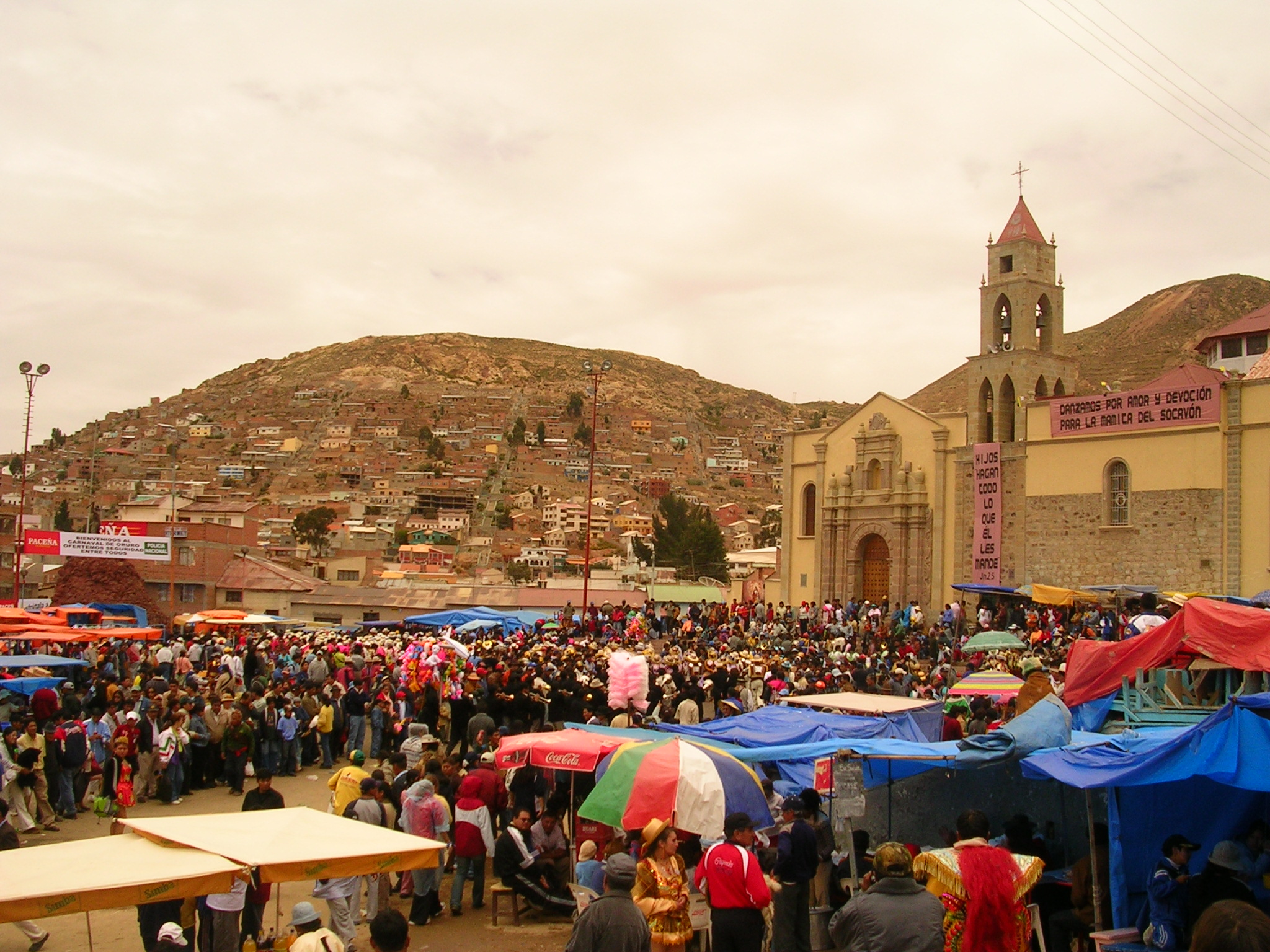
ملاذ عذراء سوكافون خلال احتفالات كرنفال أورورو في بوليفيا.

استمر هذا التقليد في مدينة أورورو على مر القرون. في عام 1789 م ومع قصة تشيرو تشيرو ، كان للاحتفال تحول آخر مع إدخال حكاية الخطايا السبع المميتة التي كتبها كاهن الرعية لاديسلاو مونتيلاغري،  وخلال حرب الاستقلال البوليفية نُقل العرض إلى مهرجان. وبحلول القرن التاسع عشر، كان للتقليد جذور عميقة لعذراء سوكافون، وكما تم تسجيله في الصحف في ذلك الوقت ، قدم الراقصون عروضاً على أقدام العذراء بعد العرض. في البداية ، كان يُعتبر عادةً من الطبقة العاملة ، لكن بحلول نهاية القرن التاسع عشر وبداية القرن العشرين ، أصبح هذا التقليد شائعًا بين جميع فئات مجتمع أورورو.
أول فرقة رقص شكلت بطريقة مؤسسية هو فريق أورورو الرئيس للديابلادا التقليدية حيث تأسس يوم 25 نوفمبر 1904 م على يد بيدرو بابلو كوراليس، تلاه فريق أورورو للديابلادا الفلكلورية (1943) ثم تلاها عدة فرق. الفرقة التي أسسها بيدرو بابلو كوراليس سافرت إلى بيرو في عام 1918 م لتعليم فرقة لوس فابورينو الرقص. في عام 1956 م ، دخلت هذه الرقصة إلى تشيلي احيث أحضرتها فرقة ديابلادا فيروفياريا أورورو التي دعيت للمشاركة في احتفالات تيرانا في ذلك العام. استوحى المواطن التشيلي، غريغوريو أوردينيس، هذه الزيارة لتشكيل أول فريق تشيلي ديابلادا بريميرا ديابلادا سيرفيدوريس فيرجن ديل كارمن في إكويكو.
في عام 2001، تم إعلان كرنفال أورورو بكونه أحد روائع التراث الشفهي اللالمادي للإنسانية حيث تم تسجيل ديابلادا مع 19 نوعا راقصًا آخر كجزء من الاحتفال. وفي عام 2004، حصل فريق أورورو للديابلاادا الأصلية التقليدية الرئيسة (غران تراديسونال ذأونفينتيكا ديابلادا) في الذكرى السنوية المائة لتأسيسه على جائزة كندور الأنديز ، وهو أعلى تمييز منحته الحكومة البوليفية.

### لا تيرانا
تشكل رقصة ديابلادا في تشيلي جزءًا من احتفالات تيرانا، أو مهرجان دي لا تيرانا ، وهو مهرجان في المنطقة الشمالية من تشيلي. تقع مدينة لا تيرانا على بعد 84 كم من مدينة إكويكو، والتي يبلغ عدد سكانها أقل من 400 نسمة، لكن خلال أسبوع الاحتفالات، الذي يقام في الأسبوع من 12 إلى 16 يوليو، تستقبل المدينة ما يقرب من 120,000 زائر. يؤكد فيلم وثائقي بثته محطة مرناة تشيلية (مرناة إكويكو) أن الرقص له جذوره في عمال المناجم في أورورو.
تم بناء ملجأ عذراء كارمن في المنطقة في عام 1540 م ومنذ ذلك الحين يُحتفل تكريما لها في هذا المكان مع رقصات مختلفة.
هناك نوعان من تنظيم الفريق:
- النوع القديم: لا يختلف في أسسه كثيرا ، تقليدية السلطة والأبوية وضامن الديني ، والسلطة المتمثلة في شخص واحد هو الذي يمثل عشيرة معروفة.[31]
- النوع الحديث: له هيكل داخلي مختلف ، مع قوانين وقواعد محددة. تميل إلى تسمية مجتمع الرقص. فهناك مديرون، وهم مسؤولون عن الحياة الاجتماعية للمجموعة. هناك شخصية كابورال أيضًا، والذي يتمتع بالسلطة فيما يتعلق بالأنشطة الدينية.

تأسست أول فرقة ديابلادا في تشيلي في مدينة إكيكي على يد غريغوريو أوردينيس في عام 1956 م تحت اسم «بريميرا ديابلادا سيرفيدوريس فيرغن ديل كارمن» وذلك بعد زيارة الفريق البوليفي ديابلادا فيروفياريا لمهرجان ذلك العام.